# Обрадович, Вук
Вук Обрадович (серб. Вук Обрадовић; 11 апреля 1947, Конджель, Топличский округ, Социалистическая Федеративная Республика Югославия — 13 февраля 2008, Белград, Сербия) — югославский и сербский военный, государственный и политический деятель. Заместитель премьер-министра Сербии З. Джинджича (2001).
Один из лидеров Демократической оппозиции Сербии (ДОС), основатель и с 1997 по 2007 — председатель сербской партии Социал-демократия (Социјалдемократија) , генерал-майор Югославской народной армии. Доктор военно-политических наук.

## Биография
Высшее образование получил в военной академии Сухопутных войск, Высшем военно-политическом училище и школе оперативного командного состава. Самый молодой доктор военно-политических наук в Югославской народной армии. Докторскую диссертацию защитил по проблеме национализма (шовинизм) в югославском обществе.
Член Союза коммунистов Югославии. Много лет служил офицером Югославской народной армии. Был самым молодым генералом в истории ЮНА.
Пресс-секретарь Генерального штаба ЮНА. Начальник политико-воспитательной службы Федерального секретариата национальной обороны. В мае 1992 году, во время вооруженного конфликта, связанного с распадом Югославии по собственному желанию подал в отставку.
Занялся предпринимательством.
Основал политическую партию «Социал-демократия», оппозиционную режиму Слободана Милошевича. В 2000 году вместе со своей партией присоединился к демократической оппозиции Сербии. В январе 2001 года занял пост заместителя премьер-министра, который занимал до июня 2001 года. Был председателем Комиссии по борьбе с коррупцией в правительстве Сербии.
Вынужден был подать в отставку вследствие сексуального скандала.
В 2002 году принял участие в президентских выборах, набрав около 3 % голосов.
Автор более 50 научных работ, опубликовал книгу, посвященную теме национализма и шовинизма в югославском обществе.